# Prionoribatella dentilamellata
Prionoribatella dentilamellata är en kvalsterart som först beskrevs av Aoki 1965.  Prionoribatella dentilamellata ingår i släktet Prionoribatella och familjen Oribatellidae. Inga underarter finns listade i Catalogue of Life.